# Michail Michajlovič Lisicyn
Svatý Michail Michajlovič Lisicyn (19. říjnajul./ 31. října 1862greg., Jekšur – 26. únorajul./ 11. března 1918greg., Usť-Labinsk) byl ruský jerej Ruské pravoslavné církve a mučedník.

## Život
Narodil se 19. října 1862 ve vesnici Jekšur v Rjazaňském ujezdu v rodině kněze.
Po absolvování Rjazaňského duchovního učiliště v roce 1877 a Rjazaňského duchovního semináře roku 1883, se stal učitelem Zadně-Pilevské venkovské školy, nacházející se v Rjazaňské gubernii.
Oženil se s Jevdokijí Ivanovnou (1865-1959). Spolu měli čtyři děti:
- Vasilij Michajlovič (1891-1941), vojenský inženýr podílející se na obraně Brestské pevnosti, kde zemřel. Jeho jméno je zvěčněno na pomníku obránců pevnosti.
- Natalija Michajlovna (1887-?), učitelka a knihovnice
- Serafima Michajlovna (1899-1990), účetní a členka církevní řády v Usť-Labinsku
- Věra Michajlovna (1902-1971), učitelka

Roku 1885 byl rukopoložen na diakona a poté na jereje. Stal se knězem chrámu Svaté Trojice ve vesnici Katino ve Skopinském ujezdu.
Roku 1985 byl jmenován knězem chrámu Povýšení svatého Kříže v Kislovodsku ve Stavropolské gubernii.
Dne 25. června 1912 se stal knězem chrámu svatého Mikuláše v Usť-Labinsku v Kubáňské oblasti. Bydlel v domě v dnešní Ostrovského ulici č. 99. Byl zde také učitelem 1. Vyšší jednotřídní školy.
Během své služby v Usť-Labinsku si otec Michail získal respekt obyvatel všech tříd jako laskavý, mírný a sympatický pastýř. Nikdo z místních bolševiků, kteří otce Michaila osobně znali, proti němu nezvedl ruku. Byl varován před nebezpečím, nabídli mu útěk či úkryt, ale on odvážně odmítl.
Kněz byl zatčen 22. února 1918 , v den, kdy do Usť-Labinsku vstoupily bolševické jednotky z vedlejší stanice Nikolajevsk. Byl zastřelen 26. února na Vojenském náměstí, asi 100 metrů od chrámu svatého Mikuláše. Je známo že od pátku do neděle byl mučen; byl svázaný, vodili ho ulicemi, posmívali se mu a bili ho. Zasadili mu obrovské množství ran a udělali mu prsty na pravé ruce aby nemohl činit znamení kříže. Požadovali po něm aby se vzdal pravoslavné víry a odevzdal liturgické náčiní z chrámu. Když bylo tělo nalezeno, bylo na něm více než deset ran a hlavu měl rozsekanou na kusy. Rudí gardisté zakázali pohřbení těla ale vdově po otci Michailovi se podařilo najít finanční prostředky a vykoupit tělo svého manžela k pohřbu.

## Kanonizace
Dne 4. května 2017 jej Ruská pravoslavná církev svatořečila jako mučedníka a byl zařazen mezi Sbor všech novomučedníků a vyznavačů ruských.
Jeho svátek je připomínán 11. března (26. února – juliánský kalendář).